# San Mateo (California)
San Mateo è un centro abitato (city) degli Stati Uniti d'America, situato nella contea omonima dello Stato della California. Nel censimento del 2014 la popolazione era di 102.893 abitanti.

## Geografia fisica
San Mateo si trova nella baia di San Francisco, circa 15 km a sud di San Francisco.
Secondo i rilevamenti dello USCB, San Mateo si estende su una superficie di 41,3 km².

## Amministrazione

### Gemellaggi
- San Pablo
- Varde
- Toyonaka